# Silvestra
Silvestra je  žensko osebno ime.

## Izvor imena
Ime Sivestra je ženska oblika moškega osebnega imena Silvester 

## Različice imena
Silvenka, Silverija, Silva, Silvana, Silvena, Silvenka, Silveria, Silvica, Silvia, Silvija, 

## Pogostost imena
Po podatkih Statističnega urada Republike Slovenije je bilo na dan 31. decembra 2007 v Sloveniji število ženskih oseb z imenom Silvestra: 863. Med vsemi ženskimi imeni pa je ime Silvestra po pogostosti uporabe uvrščeno na 195. mesto.

## Osebni praznik
V koledarju je ime Silvestra zapisano skupaj s Silvestrom; god praznuje 26. novembra (Silvester, opat, † 26.nov. 1267) ali pa 31. decembra (Sivester, papež, † 31.dec. 335).